# 越部信義
越部 信義（こしべ のぶよし、1933年8月21日 - 2014年11月21日）は、日本の作曲家、編曲家。東京都出身。
子ども向けの楽曲や童謡をはじめ、テレビ・CM・舞台など幅広いジャンルで活躍。NHKのテレビ番組『おかあさんといっしょ』で楽曲制作を約40年にわたり担当したほか、テレビアニメ『サザエさん』の劇伴（BGM）を作曲したことでも知られた。代表作は「おもちゃのチャチャチャ」など。

## 略歴

### 生い立ち
中学生の頃からピアノのバイエルをはじめる。本人いわく「普通の音楽家より始める時期は遅かった」とのこと。その後、高校在学時にクラシック音楽の作曲家を志す。
1957年、東京藝術大学作曲科卒業。在学時は池内友次郎に師事する。当初はラヴェルのボレロやドビュッシーの夜想曲など近代音楽を学ぶが、途中からはホーギー・カーマイケルの「スターダスト」を聴いたことでジャズやラテン音楽に傾倒した。

### キャリア
大学卒業後は高校の音楽教師をしていたが、しばらくして朝日放送主催の作曲コンクールに応募したところ、一位で入賞。この時の審査員だった三木鶏郎の誘いを機に、三木が主宰するQの会のメンバーとなり三木のもとで修行する。まもなく設立された音楽工房に参加し、三木作品の編曲やゴーストライターを神津善行や中村八大、桜井順（能吉利人）らと務めた。
1960年、音楽工房などを束ね発足した三芸社へ所属。CMソングや子ども向け楽曲の作曲家として活動するようになる。
1963年、作曲した「おもちゃのチャチャチャ」が日本レコード大賞童謡賞を受賞。
1964年、三芸社が解散となったことで新たに音楽制作会社を設立し、引き続き活動。タツノコプロに気に入られてからはテレビアニメの劇伴（BGM）の作曲も始めるようになる。NHKの子供向けテレビ番組『おかあさんといっしょ』では、2000年頃まで40年ほどのあいだ楽曲制作に参加し、1982年から1992年まで番組内で放送されていた人形劇『にこにこ、ぷん』の全ての劇中歌の作曲を担当した。
串田和美主宰のオンシアター自由劇場では、舞台音楽を1972年から1996年の解散まで勤め上げた。
2000年代には自身の公式サイトを開設。“WEBの音楽制作スタジオ”で楽曲制作を請けていたほか、幼稚園のテーマソング制作など精力的に活動していた。
2009年、自身初のCM作品集『越部信義CM WORKS』が発売された。

### 死去
晩年は、体調を崩したことで療養していた。
2014年11月21日、脳梗塞と肺炎の合併症のため東京都内の病院で死去。81歳没。

## 特色・人物
子供向け番組の楽曲やアニメソング等を多数作曲。『おかあさんといっしょ』や『ひらけ!ポンキッキ』に参加していた。
『サザエさん』では、1969年の開始から1997年まで劇伴音楽を担当。誰もが耳なじみのあるメロディーを多数作曲した。1998年以降の劇伴は河野土洋が担当となりスタッフクレジットは一度外されたが、越部の曲も引き続き使用される。2013年、同作初のサウンドトラック『サザエさん音楽大全』が発売されたことを機に、河野と連名で再度クレジットされるようになった。
作曲はピアノを使わず、頭の中で思い描いたものを直接譜面に起こしていた。
作曲ポリシーの一つに「みんなに喜んでもらうものを作りたい」というものがあったほか、童謡は聞いた子どもが歌いやすい曲作りをこころがけていたという。
自身が作曲した中で思い出深いアニメソングには、「マッハGoGoGo」（特にエンディングの間奏）と「みなしごハッチ」を挙げている。

### 受賞歴
- 第5回日本レコード大賞童謡賞（1963年）-「おもちゃのチャチャチャ」[6]
- 第18回久米島武彦文化賞[12]
- 第8回日本アカデミー賞音楽賞 優秀賞（1985年）-「上海バンスキング」[13]
- 日本童謡協会童謡賞
- 東京アニメアワード2015功労部門（第11回）[14]

## 作品
※いずれも作曲。編曲を兼任するものも多数存在。

### 童謡
- おもちゃのチャチャチャ
- ケンパであそぼう

#### おかあさんといっしょ・うたのえほん
- あつまれ!ファンファンファン
- あらどこだ
- おおきなかぶ
- オーストラリアのどうぶつファミリー
- げんき・元気
- 元気に一、二
- さよならマーチ
- ちかてつ
- 地球をどんどん
- 月夜のポンチャラリン
- ホ!ホ!ホ!
- はんそでくん
- 迷子のゆうれいホー
- もうすぐようちえん

ほか多数。

#### にこにこ、ぷん
- アイアイ・アイスクリーム
- 風がひいてるバイオリン
- ごめんねピーマン
- ピクニック・マーチ
- シュビ・ドゥビ・パパヤ
- 菜の花畑で思い出す
- バスだいすき
- ピポピポ救急車

この他すべての劇中歌の作曲を手がけた。

#### ドレミファ・どーなっつ!
- サッカー・サンバ
- チャオチャオ・またね

ほか多数。

#### みんなのうた
- あさいちばん早いのは
- おれだけの海
- 地球を七回半まわれ
- 冬の行進
- 南の島の花嫁さん
- 勇気一つを友にして
- わたしの紙風船

#### ひらけ!ポンキッキ
- はたらくくるま シリーズ
- のりたいでんしゃ はしるきかんしゃ
- ぼくはでんしゃ
- そらとぶなかま

#### 歌の科学館シリーズ
- ぼくはきかんしゃ
- ダンプカー
- パトカーのうた
- おうだんほどうのうた
- のろうよ地下鉄
- はしれヨット

### CMソング
- 光る東芝の歌（TBS「東芝日曜劇場」のオープニングキャッチでも使用）
- 日石灯油の歌『日石灯油だもんネ』作詞：のぶひろし（五木寛之）
- 日立のうた-H.I.T.A.C.H.I. 日立
- 八木山ベニーランド・テーマソング
- 崎陽軒CMソング「シウマイ旅情」（1968年、崎陽軒の創業60周年記念に製作されたPR映画「シウマイに夢をのせて」の主題歌。作詞は伊藤アキラ）
- 松戸競輪CMソング「走れ！自転車」
- もったいないおばけ（公共広告機構、1982年）
- ツンツン娘（公共広告機構、1983年）
- お手伝いタヌキ（公共広告機構、1984年）
- 仲よし地蔵（公共広告機構、1985年）
- ごめんの鐘（公共広告機構、1986年）
- 樋屋奇応丸（朝日放送 第1回ABCミュージカル・スポット・コンクール、1959年）
- 山内本店 コマーシャルソング

### 学校向け音楽
- さわやかな朝
- はるかな山脈
- 春
- 夏
- 秋
- 冬
- 楽しいお昼
- 清掃開始の音楽
- 清掃終了の音楽
- 楽しいお昼
- 校内放送テーマ音楽 1 2 3 4 5 6
- リズミカルな曲
- 大追跡
- クラリネット超特急
- アメリカ超特急
- ぼくらは旅の音楽隊
- 開会用ファンファーレ
- 開会式入場用長時間マーチ
- コミックな曲
- 勇壮な曲
- 軽快な曲
- 鈴割りチャチャチャ
- 玉入れマンボ
- つなひきゴーゴー
- 力強い曲
- 昼の音楽（「さわやかな朝」と同曲）
- （ファンファーレ）準備
- （ファンファーレ）その他
- 夕べの音楽（夕食）
- 夕べの音楽（キャンプの集い）
- 夕べの音楽（就寝）
- 元気なこども
- 小鳥のくらし
- ステップ・ステップ・ステップ
- お話つくり
- えにっき
- 海の動物たち
- 二人で組んで
- 時計屋さん
- キッチン・マーチ
- 運動会入場音楽
- はたらくくるま（行進曲）
- 恐ろしい曲
- 機械
- 鳥の行進

### 校歌
- 練馬区立光が丘第三小学校
- 瀬戸市立原山小学校
- 綾瀬市立北の台中学校（1983年）
- 千葉県印旛郡酒々井町立大室台小学校（1984年）
- 魚沼市立小出中学校
- 横浜市立奈良の丘小学校（2002年）

### 合唱曲
- ひとみ（第34回NHK全国学校音楽コンクール 中学校の部課題曲）
- びっくりしゃっくり（第47回NHK全国学校音楽コンクール 小学校の部課題曲）

### 歌謡曲
- 女学生 (1964年) 唄 安達明
- 楯の会の歌 起て!紅の若き獅子たち（1970年）

### 純音楽
- 京都賞「祝典序曲」
- ロンドン・ブリッジによるピアノコンチェルト

## 参加作品

### 子供向け番組
- おかあさんといっしょ
  - ブンブンたいむ
  - にこにこ、ぷん
  - ドレミファ・どーなっつ!
- みんなのうた
- ママとあそぼう!ピンポンパン
- ひらけ!ポンキッキ

- パンをふんだむすめ（1975年）

### テレビアニメ
※主題歌・劇伴共に担当した作品
- マッハGoGoGo（1967年 - 1968年）[16]
- 紅三四郎（1969年）[17]
- 昆虫物語 みなしごハッチ（1970年 - 1971年）[18]
- 樫の木モック（1972年）[19]
- けろっこデメタン（1973年）[20]
- ドラえもん（1973年）[4]
- ジムボタン（1974年 - 1975年）[21]
- ハックルベリィの冒険（1976年）
- リトル・ルルとちっちゃい仲間（1976年 - 1977年）[22]
- 風船少女テンプルちゃん（1977年 - 1978年）[23]
- あしたへアタック!（1977年）[24]
- ジェッターマルス（1977年）[25]
- ずっこけナイトドンデラマンチャ（1980年）[26]
- へーい!ブンブー（1985年）[27]

#### 主題歌のみ
- 鉄人28号（1963年）※エンディング担当[28]。
- パーマン（1967年）
- ジャンケンマン（1991年）

#### 劇伴のみ
- サザエさん（1969年 - ）[29]
- アニメンタリー 決断（1971年）[30]
- 太陽の子エステバン（1982年 - 1983年）[31]

### テレビ番組
- スター千一夜 ※テーマ曲を担当
- ウルトラアイ（NHK総合、1978年 - 1986年）
- 日立 世界・ふしぎ発見! ※メインテーマ曲は後にサントリー「パーフェクトサントリービール」のCM使用曲に起用された

### テレビドラマ
- 炎の料理人・北大路魯山人（1987年）

### 舞台
- 上海バンスキング (オンシアター自由劇場、1979年）音楽指導も担当
- 飛べ!京浜ドラキュラ（シアターアプル、1982年）
- もっと泣いてよフラッパー

### 映画
- 上海バンスキング（1988年）

## ディスコグラフィ
- 『〜DIGITAL TRIP〜シンセサイザー・ファンタジー』シリーズ（日本コロムビア）
  - 「宇宙海賊キャプテンハーロック」（1983年）
  - 「聖戦士ダンバイン」（1983年）
  - 「未来警察ウラシマン」（1983年）
  - 「宇宙刑事シャリバン」（1983年）
  - 「巨神ゴーグ」（1984年）
  - 「機動戦士Ζガンダム」（1985年）
  - 「キャプテン翼」（1985年）
- 『ANIMEX1200』シリーズ（日本コロムビア）
  - 「南京路に花吹雪」（1983年）
- 『おもちゃのチャチャチャ 越部信義の世界』（ウルトラ・ヴァイヴ、2005年）
- 『越部信義CM WORKS』（SOLID RECORDS、2007年）
- 『手塚治虫作品集 ジェッターマルス ORIGINAL SOUNDTRACK』（日本コロムビア、2009年）
- 『サザエさん音楽大全』（ユニバーサルミュージック、2013年）- 越部による劇伴を多数収録。
- 『太陽の子エステバン BGM集 VOL.1』（CINEMA-KAN、2020年）
- 『太陽の子エステバン BGM集 VOL.2』（CINEMA-KAN、2020年）
- 『あしたへアタック!/リトル・ルルとちっちゃい仲間 音楽集』（サウンドトラックラボラトリー、2021年）